# Todd Woodbridge
Todd Andrew Woodbridge, OAM (sinh ngày 2 tháng 4 năm 1971) là một vận động viên quần vợt người Úc và đang là bình luận viên thể thao với Nine Network.
Woodbridge được biết đến với sự nghiệp Đôi thành công nhất với Mark Woodforde và Jonas Björkman. Anh là một trong số các tay vợt có một sự nghiệp đôi thành công nhất, giành được 16 danh hiệu đôi Grand Slam (9 Wimbledon, 3 Mỹ Mở rộng, 3 Úc Mở rộng và 1 Pháp Mở rộng). Ngoài ra, anh cũng đã giành huy chương vàng với Mark Woodforde tại Thế vận hội Mùa hè 1996 để hoàn thành Slam Vàng. Tổng cộng anh đã giành được 83 danh hiệu đôi ATP. Woodbridge đã lên vị trí số 1 thế giới vào tháng 7 năm 1992. 
Vào năm 2002, anh đã được giới thiệu với Australian Institute of Sport 'Best of the Best'.
Woodbridge đã là một phần của Seven Sport từ năm 2006 ở các giải đấu quần vợt. Anh bây giờ là bình luận viên của Giải quần vợt Úc Mở rộng, bao gồm có cả giải đấu khác.
Vào năm 2018, anh là bình luận viên của Đại hội thể thao Khối Thịnh vượng chung 2018 ở Gold Coast cho kênh.

## Chung kết đôi nam Grand Slam: 20 (16-4)
| Kết quả   | Số  | Năm  | Giải đấu                   | Mặt sân | Đồng đội       | Đối thủ                         | Tỉ số                         |
| --------- | --- | ---- | -------------------------- | ------- | -------------- | ------------------------------- | ----------------------------- |
| Vô địch   | 1.  | 1992 | Australian Open, Melbourne | Hard    | Mark Woodforde | Kelly Jones Rick Leach          | 6–4, 6–3, 6–4                 |
| Vô địch   | 2.  | 1993 | Wimbledon, London          | Grass   | Mark Woodforde | Grant Connell Patrick Galbraith | 7–5, 6–3, 7–6(7–4)            |
| Winner    | 3.  | 1994 | Wimbledon, London          | Grass   | Mark Woodforde | Grant Connell Patrick Galbraith | 7–6, 6–3, 6–1                 |
| Á quân    | 1.  | 1994 | US Open, New York          | Hard    | Mark Woodforde | Jacco Eltingh Paul Haarhuis     | 3–6, 6–7(6–8)                 |
| Winner    | 4.  | 1995 | Wimbledon, London          | Grass   | Mark Woodforde | Rick Leach Scott Melville       | 7–5, 7–6, 7–6                 |
| Winner    | 5.  | 1995 | US Open, New York          | Hard    | Mark Woodforde | Alex O'Brien Sandon Stolle      | 6–3, 6–3                      |
| Winner    | 6.  | 1996 | Wimbledon, London          | Grass   | Mark Woodforde | Byron Black Grant Connell       | 4–6, 6–1, 6–3, 6–2            |
| Winner    | 7.  | 1996 | US Open, New York          | Hard    | Mark Woodforde | Jacco Eltingh Paul Haarhuis     | 4–6, 7–6, 7–6                 |
| Winner    | 8.  | 1997 | Australian Open, Melbourne | Hard    | Mark Woodforde | Sébastien Lareau Alex O'Brien   | 4–6, 7–5, 7–5, 6–3            |
| Runner-up | 2.  | 1997 | French Open, Paris         | Clay    | Mark Woodforde | Yevgeny Kafelnikov Daniel Vacek | 6–7(12–14), 6–4, 3–6          |
| Winner    | 9.  | 1997 | Wimbledon, London          | Grass   | Mark Woodforde | Jacco Eltingh Paul Haarhuis     | 7–6, 7–6, 5–7, 6–3            |
| Runner-up | 3.  | 1998 | Australian Open, Melbourne | Hard    | Mark Woodforde | Jonas Björkman Jacco Eltingh    | 2–6, 7–5, 6–2, 4–6, 3–6       |
| Runner-up | 4.  | 1998 | Wimbledon, London          | Grass   | Mark Woodforde | Jacco Eltingh Paul Haarhuis     | 6–2, 4–6, 6–7(3–7), 7–5, 8–10 |
| Winner    | 10. | 2000 | French Open, Paris         | Clay    | Mark Woodforde | Paul Haarhuis Sandon Stolle     | 7–6, 6–4                      |
| Winner    | 11. | 2000 | Wimbledon, London          | Grass   | Mark Woodforde | Paul Haarhuis Sandon Stolle     | 6–3, 6–4, 6–1                 |
| Winner    | 12. | 2001 | Australian Open, Melbourne | Hard    | Jonas Björkman | Byron Black David Prinosil      | 6–1, 5–7, 6–4, 6–4            |
| Winner    | 13. | 2002 | Wimbledon, London          | Grass   | Jonas Björkman | Mark Knowles Daniel Nestor      | 6–1, 6–2, 6–7(7–9), 7–5       |
| Winner    | 14. | 2003 | Wimbledon, London          | Grass   | Jonas Björkman | Mahesh Bhupathi Max Mirnyi      | 3–6, 6–3, 7–6(7–4), 6–3       |
| Winner    | 15. | 2003 | US Open, New York          | Hard    | Jonas Björkman | Bob Bryan Mike Bryan            | 5–7, 6–0, 7–5                 |
| Winner    | 16. | 2004 | Wimbledon, London          | Grass   | Jonas Björkman | Julian Knowle Nenad Zimonjić    | 6–1, 6–4, 4–6, 6–4            |

## Chung kết đôi nam nữ: 14 (6-8)
| Kết quả   | Năm  | Giải đấu        | Mặt sân | Đồng đội                | Đối thủ                                   | Tỉ số              |
| --------- | ---- | --------------- | ------- | ----------------------- | ----------------------------------------- | ------------------ |
| Winner    | 1990 | US Open         | Hard    | Elizabeth Sayers Smylie | Jim Pugh Natasha Zvereva                  | 6–4, 6–2           |
| Runner-up | 1992 | Australian Open | Hard    | Arantxa Sánchez Vicario | Mark Woodforde Nicole Provis              | 3–6, 6–4, 9–11     |
| Winner    | 1992 | French Open     | Clay    | Arantxa Sánchez Vicario | Bryan Shelton Lori McNeil                 | 6–2, 6–3           |
| Winner    | 1993 | Australian Open | Hard    | Arantxa Sánchez Vicario | Rick Leach Zina Garrison                  | 7–5, 6–4           |
| Winner    | 1993 | US Open         | Hard    | Helena Suková           | Mark Woodforde Martina Navratilova        | 6–3, 7–6           |
| Runner-up | 1994 | Australian Open | Hard    | Helena Suková           | Andrei Olhovskiy Larisa Savchenko Neiland | 5–7, 7–6(9–7), 2–6 |
| Winner    | 1994 | Wimbledon       | Grass   | Helena Suková           | T. J. Middleton Lori McNeil               | 3–6, 7–5, 6–3      |
| Runner-up | 1994 | US Open         | Hard    | Jana Novotná            | Patrick Galbraith Elna Reinach            | 2–6, 4–6           |
| Runner-up | 2000 | Australian Open | Hard    | Arantxa Sánchez Vicario | Jared Palmer Rennae Stubbs                | 5–7, 6–7(3–7)      |
| Runner-up | 2000 | French Open     | Clay    | Rennae Stubbs           | David Adams Mariaan de Swardt             | 3–6, 6–3, 3–6      |
| Winner    | 2001 | US Open         | Hard    | Rennae Stubbs           | Leander Paes Lisa Raymond                 | 6–4, 5–7, 7–6      |
| Runner-up | 2003 | Australian Open | Hard    | Eleni Daniilidou        | Leander Paes Martina Navrátilová          | 4–6, 5–7           |
| Runner-up | 2004 | Wimbledon       | Grass   | Alicia Molik            | Wayne Black Cara Black                    | 6–3, 6–7, 4–6      |
| Runner-up | 2004 | US Open         | Hard    | Alicia Molik            | Bob Bryan Vera Zvonareva                  | 3–6, 4–6           |

## Chung kết sự nghiệp

### Đơn: 9 (2-7)
| Kết quả   | Số | Ngày                     | Giải đấu            | Mặt sân  | Đối thủ          | Tỉ số              |
| --------- | -- | ------------------------ | ------------------- | -------- | ---------------- | ------------------ |
| Runner-up | 1. | ngày 20 tháng 8 năm 1990 | New Haven, USA      | Hard     | Derrick Rostagno | 3–6, 3–6           |
| Runner-up | 2. | ngày 27 tháng 4 năm 1992 | Seoul, Hàn Quốc     | Hard     | Shuzo Matsuoka   | 3–6, 6–4, 5–7      |
| Runner-up | 3. | ngày 26 tháng 4 năm 1993 | Seoul, South Korea  | Hard     | Chuck Adams      | 4–6, 4–6           |
| Runner-up | 4. | ngày 11 tháng 7 năm 1994 | Newport, USA        | Grass    | David Wheaton    | 4–6, 6–3, 6–7(5–7) |
| Winner    | 1. | ngày 22 tháng 5 năm 1995 | Coral Springs, USA  | Clay     | Greg Rusedski    | 6–4, 6–2           |
| Runner-up | 5. | ngày 26 tháng 6 năm 1995 | Nottingham, UK      | Grass    | Javier Frana     | 6–7(4–7), 3–6      |
| Runner-up | 6. | ngày 26 tháng 8 năm 1996 | Toronto, Canada     | Hard     | Wayne Ferreira   | 2–6, 4–6           |
| Winner    | 2. | ngày 6 tháng 1 năm 1997  | Adelaide, Australia | Hard     | Scott Draper     | 6–2, 6–1           |
| Runner-up | 7. | ngày 24 tháng 2 năm 1997 | Memphis, USA        | Hard (i) | Michael Chang    | 3–6, 4–6           |

### Đôi: 114 (83-31)
| Chú thích                      |
| ------------------------------ |
| Grand Slam (16–4)              |
| Tennis Masters Cup (2–2)       |
| Olympic Gold (1–0)             |
| ATP Masters Series (18–8)      |
| ATP Championship Series (12–2) |
| ATP Tour (34–15)               |

| Danh hiệu theo mặt sân |
| ---------------------- |
| Cứng (43–19)           |
| Đất nện (13–5)         |
| Cỏ (15–4)              |
| Thảm (12–3)            |

| Kết quả   | Số. | Ngày                      | Giải đấu                             | Mặt sân  | Đồng đội          | Đối thủ                             | Tỉ số                        |
| --------- | --- | ------------------------- | ------------------------------------ | -------- | ----------------- | ----------------------------------- | ---------------------------- |
| Runner-up | 1.  | ngày 18 tháng 4 năm 1988  | Madrid, Spain                        | Clay     | Jason Stoltenberg | Sergio Casal Emilio Sánchez         | 7–6, 6–7, 3–6                |
| Winner    | 1.  | ngày 12 tháng 3 năm 1990  | Casablanca, Morocco                  | Clay     | Simon Youl        | Paul Haarhuis Mark Koevermans       | 6–3, 6–1                     |
| Runner-up | 2.  | ngày 23 tháng 4 năm 1990  | Seoul, South Korea                   | Hard     | Jason Stoltenberg | Grant Connell Glenn Michibata       | 6–7, 4–6                     |
| Runner-up | 3.  | ngày 7 tháng 5 năm 1990   | Singapore                            | Hard     | Brad Drewett      | Mark Kratzmann Jason Stoltenberg    | 1–6, 0–6                     |
| Winner    | 2.  | ngày 1 tháng 10 năm 1990  | Brisbane, Australia (1)              | Hard     | Jason Stoltenberg | Brian Garrow Mark Woodforde         | 2–6, 6–4, 6–4                |
| Winner    | 3.  | ngày 18 tháng 2 năm 1991  | Brussels, Belgium                    | Carpet   | Mark Woodforde    | Libor Pimek Michiel Schapers        | 6–3, 6–0                     |
| Winner    | 4.  | ngày 11 tháng 3 năm 1991  | Copenhagen, Denmark                  | Carpet   | Mark Woodforde    | Mansour Bahrami Andrei Olhovskiy    | 6–3, 6–1                     |
| Winner    | 5.  | ngày 15 tháng 4 năm 1991  | Tokyo, Japan (1)                     | Hard     | Stefan Edberg     | John Fitzgerald Anders Järryd       | 6–4, 5–7, 6–4                |
| Winner    | 6.  | ngày 17 tháng 6 năm 1991  | Queen's Club, UK (1)                 | Grass    | Mark Woodforde    | Grant Connell Glenn Michibata       | 6–4, 7–6                     |
| Winner    | 7.  | ngày 26 tháng 8 năm 1991  | Schenectady, US                      | Hard     | Javier Sánchez    | Andrés Gómez Emilio Sánchez         | 3–6, 7–6, 7–6                |
| Winner    | 8.  | ngày 30 tháng 9 năm 1991  | Brisbane, Australia (2)              | Hard     | Mark Woodforde    | John Fitzgerald Glenn Michibata     | 7–6, 6–3                     |
| Winner    | 9.  | ngày 27 tháng 1 năm 1992  | Australian Open, Melbourne (1)       | Hard     | Mark Woodforde    | Kelly Jones Rick Leach              | 6–4, 6–3, 6–4                |
| Winner    | 10. | ngày 17 tháng 2 năm 1992  | Memphis, US (1)                      | Hard (i) | Mark Woodforde    | Kevin Curren Gary Muller            | 7–5, 4–6, 7–6                |
| Winner    | 11. | ngày 24 tháng 2 năm 1992  | Philadelphia, US (1)                 | Carpet   | Mark Woodforde    | Jim Grabb Richey Reneberg           | 6–4, 7–6                     |
| Winner    | 12. | ngày 6 tháng 4 năm 1992   | Singapore (1)                        | Hard     | Mark Woodforde    | Grant Connell Glenn Michibata       | 6–7, 6–2, 6–4                |
| Winner    | 13. | ngày 17 tháng 8 năm 1992  | Cincinnati, US (1)                   | Hard     | Mark Woodforde    | Patrick McEnroe Jonathan Stark      | 6–3, 1–6, 6–3                |
| Winner    | 14. | ngày 19 tháng 10 năm 1992 | Tokyo Indoor, Japan                  | Hard (i) | Mark Woodforde    | Jim Grabb Richey Reneberg           | 7–6, 6–4                     |
| Winner    | 15. | ngày 2 tháng 11 năm 1992  | Stockholm, Sweden (1)                | Carpet   | Mark Woodforde    | Steve DeVries David Macpherson      | 6–3, 6–4                     |
| Winner    | 16. | ngày 29 tháng 11 năm 1992 | Tennis Masters Cup, Johannesburg (1) | Hard     | Mark Woodforde    | John Fitzgerald Anders Järryd       | 6–2, 7–6(7–4), 5–7, 3–6, 6–3 |
| Winner    | 17. | ngày 11 tháng 1 năm 1993  | Adelaide, Australia (1)              | Hard     | Mark Woodforde    | John Fitzgerald Laurie Warder       | 6–4, 7–5                     |
| Winner    | 18. | ngày 15 tháng 2 năm 1993  | Memphis, US (2)                      | Hard (i) | Mark Woodforde    | Jacco Eltingh Paul Haarhuis         | 7–5, 6–2                     |
| Winner    | 19. | ngày 19 tháng 4 năm 1993  | Hong Kong                            | Hard     | David Wheaton     | Sandon Stolle Jason Stoltenberg     | 6–1, 6–3                     |
| Winner    | 20. | ngày 14 tháng 6 năm 1993  | Queen's Club, UK ()                  | Grass    | Mark Woodforde    | Neil Broad Gary Muller              | 6–7, 6–3, 6–4                |
| Winner    | 21. | ngày 5 tháng 7 năm 1993   | Wimbledon, London (1)                | Grass    | Mark Woodforde    | Grant Connell Patrick Galbraith     | 7–5, 6–3, 7–6(7–4)           |
| Winner    | 22. | ngày 1 tháng 11 năm 1993  | Stockholm, Sweden (2)                | Carpet   | Mark Woodforde    | Gary Muller Danie Visser            | 6–1, 3–6, 6–2                |
| Runner-up | 4.  | ngày 28 tháng 11 năm 1993 | Tennis Masters Cup, Johannesburg     | Hard (i) | Mark Woodforde    | Jacco Eltingh Paul Haarhuis         | 6–7, 6–7, 4–6                |
| Winner    | 23. | ngày 7 tháng 2 năm 1994   | Dubai, UAE                           | Hard     | Mark Woodforde    | Darren Cahill John Fitzgerald       | 6–7, 6–4, 6–2                |
| Winner    | 24. | ngày 9 tháng 5 năm 1994   | Pinehurst, US (1)                    | Clay     | Mark Woodforde    | Jared Palmer Richey Reneberg        | 6–2, 3–6, 6–3                |
| Runner-up | 5.  | ngày 13 tháng 6 năm 1994  | Queen's Club, UK                     | Grass    | Mark Woodforde    | Jan Apell Jonas Björkman            | 6–3, 6–7, 4–6                |
| Winner    | 25. | ngày 4 tháng 7 năm 1994   | Wimbledon, London (2)                | Grass    | Mark Woodforde    | Grant Connell Patrick Galbraith     | 7–6, 6–3, 6–1                |
| Winner    | 26. | ngày 22 tháng 8 năm 1994  | Indianapolis, US                     | Hard     | Mark Woodforde    | Jim Grabb Richey Reneberg           | 6–3, 6–4                     |
| Runner-up | 6.  | ngày 12 tháng 9 năm 1994  | US Open, New York                    | Hard     | Mark Woodforde    | Jacco Eltingh Paul Haarhuis         | 3–6, 6–7                     |
| Winner    | 27. | ngày 31 tháng 10 năm 1994 | Stockholm, Sweden (3)                | Carpet   | Mark Woodforde    | Jan Apell Jonas Björkman            | 6–3, 6–4                     |
| Runner-up | 7.  | ngày 28 tháng 11 năm 1994 | Tennis Masters Cup, Jakarta          | Hard (i) | Mark Woodforde    | Jan Apell Jonas Björkman            | 4–6, 6–4, 6–4, 6–7, 6–7      |
| Winner    | 28. | ngày 16 tháng 1 năm 1995  | Sydney, Australia (1)                | Hard     | Mark Woodforde    | Trevor Kronemann David Macpherson   | 7–6, 6–4                     |
| Winner    | 29. | ngày 27 tháng 3 năm 1995  | Miami, US (1)                        | Hard     | Mark Woodforde    | Jim Grabb Patrick McEnroe           | 6–3, 7–6                     |
| Winner    | 30. | ngày 15 tháng 5 năm 1995  | Pinehurst, US (2)                    | Clay     | Mark Woodforde    | Alex O'Brien Sandon Stolle          | 6–2, 6–4                     |
| Winner    | 31  | ngày 22 tháng 5 năm 1995  | Coral Springs, US (1)                | Clay     | Mark Woodforde    | Sergio Casal Emilio Sánchez         | 6–3, 6–1                     |
| Winner    | 32. | ngày 10 tháng 7 năm 1995  | Wimbledon, London (3)                | Grass    | Mark Woodforde    | Rick Leach Scott Melville           | 7–5, 7–6, 7–6                |
| Winner    | 33. | ngày 14 tháng 8 năm 1995  | Cincinnati, US (2)                   | Hard     | Mark Woodforde    | Mark Knowles Daniel Nestor          | 6–2, 3–0, ret.               |
| Winner    | 34. | ngày 11 tháng 9 năm 1995  | US Open, New York (1)                | Hard     | Mark Woodforde    | Alex O'Brien Sandon Stolle          | 6–3, 6–3                     |
| Runner-up | 8.  | ngày 23 tháng 10 năm 1995 | Vienna, Austria                      | Carpet   | Mark Woodforde    | Ellis Ferreira Jan Siemerink        | 4–6, 5–7                     |
| Winner    | 35. | ngày 8 tháng 1 năm 1996   | Adelaide, Australia (2)              | Hard     | Mark Woodforde    | Jonas Björkman Tommy Ho             | 7–5, 7–6                     |
| Runner-up | 9.  | ngày 26 tháng 2 năm 1996  | Memphis, USA                         | Hard (i) | Mark Woodforde    | Mark Knowles Daniel Nestor          | 4–6, 5–7                     |
| Winner    | 36. | ngày 4 tháng 3 năm 1996   | Philadelphia, US (2)                 | Carpet   | Mark Woodforde    | Byron Black Grant Connell           | 7–6, 6–2                     |
| Winner    | 37. | ngày 18 tháng 3 năm 1996  | Indian Wells, US                     | Hard     | Mark Woodforde    | Brian MacPhie Michael Tebbutt       | 1–6, 6–2, 6–2                |
| Winner    | 38. | ngày 1 tháng 4 năm 1996   | Miami, US (2)                        | Hard     | Mark Woodforde    | Ellis Ferreira Patrick Galbraith    | 6–1, 6–3                     |
| Winner    | 39. | ngày 22 tháng 4 năm 1996  | Tokyo, Japan (2)                     | Hard     | Mark Woodforde    | Mark Knowles Rick Leach             | 6–2, 6–3                     |
| Winner    | 40. | ngày 20 tháng 5 năm 1996  | Coral Springs, US (2)                | Clay     | Mark Woodforde    | Ivan Baron Brett Hansen-Dent        | 6–3, 6–3                     |
| Winner    | 41. | ngày 17 tháng 6 năm 1996  | Queen's Club, UK (3)                 | Grass    | Mark Woodforde    | Sébastien Lareau Alex O'Brien       | 6–3, 7–6                     |
| Winner    | 42. | ngày 8 tháng 7 năm 1996   | Wimbledon, London (4)                | Grass    | Mark Woodforde    | Byron Black Grant Connell           | 4–6, 6–1, 6–3, 6–2           |
| Winner    | 43. | ngày 29 tháng 7 năm 1996  | Summer Olympics, US                  | Hard     | Mark Woodforde    | Neil Broad Tim Henman               | 6–4, 6–4, 6–2                |
| Winner    | 44. | ngày 9 tháng 9 năm 1996   | US Open, New York (2)                | Hard     | Mark Woodforde    | Jacco Eltingh Paul Haarhuis         | 4–6, 7–6, 7–6                |
| Winner    | 45. | ngày 7 tháng 10 năm 1996  | Singapore (2)                        | Carpet   | Mark Woodforde    | Martin Damm Andrei Olhovskiy        | 7–6, 7–6                     |
| Winner    | 46. | ngày 17 tháng 11 năm 1996 | Tennis Masters Cup, Hartford (2)     | Carpet   | Mark Woodforde    | Sébastien Lareau Alex O'Brien       | 6–4, 5–7, 6–2, 7–6           |
| Runner-up | 10. | ngày 6 tháng 1 năm 1997   | Adelaide, Australia                  | Hard     | Mark Woodforde    | Patrick Rafter Bryan Shelton        | 4–6, 6–1, 3–6                |
| Winner    | 47. | ngày 27 tháng 1 năm 1997  | Australian Open, Melbourne (2)       | Hard     | Mark Woodforde    | Sébastien Lareau Alex O'Brien       | 4–6, 7–5, 7–5, 6–3           |
| Winner    | 48. | ngày 31 tháng 3 năm 1997  | Miami, US (3)                        | Hard     | Mark Woodforde    | Mark Knowles Daniel Nestor          | 7–6, 7–6                     |
| Runner-up | 11. | ngày 9 tháng 6 năm 1997   | French Open, Paris                   | Clay     | Mark Woodforde    | Yevgeny Kafelnikov Daniel Vacek     | 6–7, 6–4, 3–6                |
| Winner    | 49. | ngày 7 tháng 7 năm 1997   | Wimbledon, London (5)                | Grass    | Mark Woodforde    | Jacco Eltingh Paul Haarhuis         | 7–6, 7–6, 5–7, 6–3           |
| Winner    | 50. | ngày 11 tháng 8 năm 1997  | Cincinnati, US (3)                   | Hard     | Mark Woodforde    | Mark Philippoussis Patrick Rafter   | 7–6, 4–6, 6–4                |
| Winner    | 51. | ngày 27 tháng 10 năm 1997 | Stuttgart, Germany (4)               | Carpet   | Mark Woodforde    | Rick Leach Jonathan Stark           | 6–3, 6–3                     |
| Winner    | 52. | ngày 19 tháng 1 năm 1998  | Sydney, Australia (2)                | Hard     | Mark Woodforde    | Jacco Eltingh Daniel Nestor         | 6–3, 7–5                     |
| Runner-up | 12. | ngày 2 tháng 2 năm 1998   | Australian Open, Melbourne           | Hard     | Mark Woodforde    | Jonas Björkman Jacco Eltingh        | 2–6, 7–5, 6–2, 4–6, 3–6      |
| Winner    | 53. | ngày 16 tháng 2 năm 1998  | San Jose, US (1)                     | Hard (i) | Mark Woodforde    | Nelson Aerts André Sá               | 6–1, 7–5                     |
| Winner    | 54. | ngày 23 tháng 2 năm 1998  | Memphis, US (3)                      | Hard (i) | Mark Woodforde    | Ellis Ferreira David Roditi         | 6–3, 6–4                     |
| Runner-up | 13. | ngày 27 tháng 4 năm 1998  | Monte Carlo, Monaco                  | Clay     | Mark Woodforde    | Jacco Eltingh Paul Haarhuis         | 4–6, 2–6                     |
| Winner    | 55. | ngày 4 tháng 5 năm 1998   | Munich, Germany                      | Clay     | Mark Woodforde    | Joshua Eagle Andrew Florent         | 6–0, 6–3                     |
| Runner-up | 14. | ngày 6 tháng 7 năm 1998   | Wimbledon, London                    | Grass    | Mark Woodforde    | Jacco Eltingh Paul Haarhuis         | 6–2, 4–6, 6–7, 7–5, 8–10     |
| Runner-up | 15. | ngày 12 tháng 10 năm 1998 | Shanghai, China                      | Carpet   | Mark Woodforde    | Mahesh Bhupathi Leander Paes        | 4–6, 7–6, 6–7                |
| Winner    | 56. | ngày 19 tháng 10 năm 1998 | Singapore (3)                        | Carpet   | Mark Woodforde    | Mahesh Bhupathi Leander Paes        | 6–2, 6–3                     |
| Winner    | 57. | ngày 15 tháng 2 năm 1999  | San Jose, US (2)                     | Hard (i) | Mark Woodforde    | Aleksandar Kitinov Nenad Zimonjić   | 7–5, 6–7, 6–4                |
| Winner    | 58. | ngày 22 tháng 2 năm 1999  | Memphis, US (4)                      | Hard (i) | Mark Woodforde    | Sébastien Lareau Alex O'Brien       | 6–3, 6–4                     |
| Winner    | 59. | ngày 26 tháng 4 năm 1999  | Orlando, US (3)                      | Clay     | Jim Courier       | Bob Bryan Mike Bryan                | 7–6, 6–4                     |
| Runner-up | 16. | ngày 3 tháng 5 năm 1999   | Atlanta, USA                         | Clay     | Mark Woodforde    | Patrick Galbraith Justin Gimelstob  | 7–5, 6–7, 3–6                |
| Runner-up | 17. | ngày 14 tháng 6 năm 1999  | Queen's Club, UK                     | Grass    | Mark Woodforde    | Sébastien Lareau Alex O'Brien       | 3–6, 6–7                     |
| Runner-up | 18. | ngày 16 tháng 8 năm 1999  | Cincinnati, USA                      | Hard     | Mark Woodforde    | Byron Black Jonas Björkman          | 3–6, 6–7                     |
| Runner-up | 19. | ngày 11 tháng 10 năm 1999 | Shanghai, China                      | Hard     | Mark Woodforde    | Sébastien Lareau Daniel Nestor      | 5–7, 3–6                     |
| Runner-up | 20. | ngày 18 tháng 10 năm 1999 | Singapore                            | Carpet   | Mark Woodforde    | Max Mirnyi Eric Taino               | 3–6, 4–6                     |
| Winner    | 60. | ngày 10 tháng 1 năm 2000  | Adelaide, Australia (3)              | Hard     | Mark Woodforde    | Lleyton Hewitt Sandon Stolle        | 6–4, 6–2                     |
| Winner    | 61. | ngày 17 tháng 1 năm 2000  | Sydney, Australia (3)                | Hard     | Mark Woodforde    | Lleyton Hewitt Sandon Stolle        | 7–5, 6–4                     |
| Winner    | 62. | ngày 3 tháng 4 năm 2000   | Miami, US (4)                        | Hard     | Mark Woodforde    | Martin Damm Dominik Hrbatý          | 6–3, 6–4                     |
| Winner    | 63. | ngày 22 tháng 5 năm 2000  | Hamburg, Germany (1)                 | Clay     | Mark Woodforde    | Wayne Arthurs Sandon Stolle         | 6–7, 6–4, 6–3                |
| Winner    | 64. | ngày 12 tháng 6 năm 2000  | French Open, Paris                   | Clay     | Mark Woodforde    | Paul Haarhuis Sandon Stolle         | 7–6, 6–4                     |
| Winner    | 65. | ngày 19 tháng 6 năm 2000  | Queen's Club, UK (4)                 | Grass    | Mark Woodforde    | Jonathan Stark Eric Taino           | 6–7, 6–3, 7–6                |
| Winner    | 66. | ngày 10 tháng 7 năm 2000  | Wimbledon, London (6)                | Grass    | Mark Woodforde    | Paul Haarhuis Sandon Stolle         | 6–3, 6–4, 6–1                |
| Winner    | 67. | ngày 14 tháng 8 năm 2000  | Cincinnati, US (4)                   | Hard     | Mark Woodforde    | Ellis Ferreira Rick Leach           | 7–6, 6–4                     |
| Runner-up | 21. | ngày 2 tháng 10 năm 2000  | Summer Olympics, Australia           | Hard     | Mark Woodforde    | Sébastien Lareau Daniel Nestor      | 7–5, 3–6, 4–6, 6–7           |
| Runner-up | 22. | ngày 8 tháng 1 năm 2001   | Adelaide, Australia                  | Hard     | Wayne Arthurs     | David Macpherson Grant Stafford     | 7–6, 4–6, 4–6                |
| Runner-up | 23. | ngày 15 tháng 1 năm 2001  | Sydney, Australia                    | Hard     | Jonas Björkman    | Daniel Nestor Sandon Stolle         | 6–2, 6–7, 6–7                |
| Winner    | 68. | ngày 29 tháng 1 năm 2001  | Australian Open, Melbourne (3)       | Hard     | Jonas Björkman    | Byron Black David Prinosil          | 6–1, 5–7, 6–4, 6–4           |
| Runner-up | 24. | ngày 19 tháng 3 năm 2001  | Indian Wells, USA                    | Hard     | Jonas Björkman    | Wayne Ferreira Yevgeny Kafelnikov   | 2–6, 5–7                     |
| Runner-up | 25. | ngày 2 tháng 4 năm 2001   | Miami, USA                           | Hard     | Jonas Björkman    | Jiří Novák David Rikl               | 5–7, 6–7                     |
| Winner    | 69. | ngày 23 tháng 4 năm 2001  | Monte Carlo, Monaco (1)              | Clay     | Jonas Björkman    | Joshua Eagle Andrew Florent         | 3–6, 6–4, 6–2                |
| Winner    | 70. | ngày 21 tháng 5 năm 2001  | Hamburg, Germany (2)                 | Clay     | Jonas Björkman    | Daniel Nestor Sandon Stolle         | 7–6, 3–6, 6–3                |
| Runner-up | 26. | ngày 29 tháng 10 năm 2001 | Stockholm, Sweden                    | Hard (i) | Jonas Björkman    | Donald Johnson Jared Palmer         | 3–6, 6–4, 3–6                |
| Winner    | 71. | ngày 14 tháng 1 năm 2002  | Auckland, New Zealand                | Hard     | Jonas Björkman    | Martín García Cyril Suk             | 7–6, 7–6                     |
| Winner    | 72. | ngày 22 tháng 4 năm 2002  | Monte Carlo, Monaco (2)              | Clay     | Jonas Björkman    | Paul Haarhuis Yevgeny Kafelnikov    | 6–3, 3–6, [10–7]             |
| Runner-up | 27. | ngày 20 tháng 5 năm 2002  | Hamburg, Germany                     | Clay     | Jonas Björkman    | Mahesh Bhupathi Jan-Michael Gambill | 2–6, 4–6                     |
| Runner-up | 28. | ngày 17 tháng 6 năm 2002  | Halle, Germany                       | Grass    | Jonas Björkman    | David Prinosil David Rikl           | 6–4, 6–7, 5–7                |
| Winner    | 73. | ngày 8 tháng 7 năm 2002   | Wimbledon, London (7)                | Grass    | Jonas Björkman    | Mark Knowles Daniel NestoR          | 6–1, 6–2, 6–7, 7–5           |
| Winner    | 74. | ngày 15 tháng 7 năm 2002  | Båstad, Sweden                       | Clay     | Jonas Björkman    | Paul Hanley Michael Hill            | 7–6, 6–4                     |
| Winner    | 75. | ngày 16 tháng 6 năm 2003  | Halle, Germany                       | Grass    | Jonas Björkman    | Martin Damm Cyril Suk               | 6–3, 6–4                     |
| Winner    | 76. | ngày 7 tháng 7 năm 2003   | Wimbledon, London (8)                | Grass    | Jonas Björkman    | Mahesh Bhupathi Max Mirnyi          | 3–6, 6–3, 7–6, 6–3           |
| Runner-up | 29. | ngày 11 tháng 8 năm 2003  | Montreal, Canada                     | Hard     | Jonas Björkman    | Mahesh Bhupathi Max Mirnyi          | 3–6, 6–7                     |
| Winner    | 77. | ngày 8 tháng 9 năm 2003   | US Open, New York (3)                | Hard     | Jonas Björkman    | Bob Bryan Mike Bryan                | 5–7, 6–0, 7–5                |
| Winner    | 78. | ngày 27 tháng 10 năm 2003 | Stockholm, Sweden                    | Hard (i) | Jonas Björkman    | Wayne Arthurs Paul Hanley           | 6–3, 6–4                     |
| Winner    | 79. | ngày 19 tháng 1 năm 2004  | Sydney, Australia (4)                | Hard     | Jonas Björkman    | Bob Bryan Mike Bryan                | 7–6, 7–5                     |
| Runner-up | 30. | ngày 5 tháng 4 năm 2004   | Miami, USA                           | Hard     | Jonas Björkman    | Wayne Black Kevin Ullyett           | 2–6, 6–7                     |
| Winner    | 80. | ngày 21 tháng 6 năm 2004  | Nottingham, Anh                      | Grass    | Paul Hanley       | Rick Leach Brian MacPhie            | 6–4, 6–3                     |
| Winner    | 81. | ngày 5 tháng 7 năm 2004   | Wimbledon, London (9)                | Grass    | Jonas Björkman    | Julian Knowle Nenad Zimonjić        | 6–1, 6–4, 4–6, 6–4           |
| Runner-up | 31. | ngày 9 tháng 8 năm 2004   | Cincinnati, USA                      | Hard     | Jonas Björkman    | Mark Knowles Daniel Nestor          | 2–6, 6–3, 3–6                |
| Winner    | 82. | ngày 8 tháng 11 năm 2004  | Paris, France                        | Carpet   | Jonas Björkman    | Wayne Black Kevin Ullyett           | 6–3, 6–4                     |
| Winner    | 83. | ngày 17 tháng 1 năm 2005  | Sydney, Australia (5)                | Hard     | Mahesh Bhupathi   | Arnaud Clément Michaël Llodra       | 6–3, 6–3                     |

## Thống kê sự nghiệp

### Thống kê sự nghiệp đơn
| Giải đấu                        | 1988                      | 1989                      | 1990 | 1991 | 1992 | 1993 | 1994 | 1995 | 1996 | 1997 | 1998 | 1999 | 2000 | 2001 | SR     | T-B   |
| ------------------------------- | ------------------------- | ------------------------- | ---- | ---- | ---- | ---- | ---- | ---- | ---- | ---- | ---- | ---- | ---- | ---- | ------ | ----- |
| Grand Slams                     |                           |                           |      |      |      |      |      |      |      |      |      |      |      |      |        |       |
| Australian Open                 | 2R                        | 2R                        | 3R   | 4R   | 1R   | 3R   | 2R   | 1R   | 3R   | 3R   | 4R   | 1R   | 2R   | 1R   | 0 / 14 | 18–14 |
| French Open                     | 1R                        | A                         | 2R   | 2R   | 3R   | 2R   | A    | 2R   | 3R   | 2R   | 3R   | 1R   | A    | A    | 0 / 10 | 11–10 |
| Wimbledon                       | 1R                        | 2R                        | 1R   | 3R   | 2R   | 2R   | A    | 3R   | 2R   | SF   | 3R   | 2R   | 2R   | 2R   | 0 / 13 | 18–13 |
| US Open                         | A                         | A                         | 1R   | 3R   | 2R   | 2R   | 3R   | 3R   | 1R   | 2R   | 1R   | A    | A    | A    | 0 / 9  | 9–9   |
| Thắng-Bại                       | 1–3                       | 2–2                       | 3–4  | 8–4  | 4–4  | 5–4  | 3–2  | 5–4  | 5–4  | 9–4  | 7–4  | 1–3  | 2–2  | 1–2  | 0 / 46 | 56–46 |
| ATP Masters Series              |                           |                           |      |      |      |      |      |      |      |      |      |      |      |      |        |       |
| Indian Wells                    | Not MS Events Before 1990 | Not MS Events Before 1990 | A    | A    | 1R   | A    | A    | 1R   | 2R   | 2R   | 1R   | 1R   | A    | A    | 0 / 6  | 2–6   |
| Miami                           | Not MS Events Before 1990 | Not MS Events Before 1990 | A    | A    | A    | A    | 1R   | 4R   | 3R   | 2R   | A    | 1R   | A    | A    | 0 / 5  | 4–5   |
| Monte Carlo                     | Not MS Events Before 1990 | Not MS Events Before 1990 | A    | A    | A    | A    | A    | A    | A    | A    | 1R   | A    | A    | A    | 0 / 1  | 0–1   |
| Rome                            | Not MS Events Before 1990 | Not MS Events Before 1990 | A    | 1R   | A    | A    | A    | A    | A    | 1R   | A    | A    | A    | A    | 0 / 2  | 0–2   |
| Hamburg                         | Not MS Events Before 1990 | Not MS Events Before 1990 | A    | A    | A    | A    | A    | A    | A    | A    | A    | A    | A    | A    | 0 / 0  | 0–0   |
| Rogers Cup                      | Not MS Events Before 1990 | Not MS Events Before 1990 | A    | A    | A    | 2R   | A    | A    | F    | A    | A    | 1R   | A    | A    | 0 / 3  | 6–3   |
| Cincinnati                      | Not MS Events Before 1990 | Not MS Events Before 1990 | 1R   | 1R   | 3R   | A    | 2R   | 2R   | 1R   | 2R   | 1R   | A    | A    | A    | 0 / 8  | 5–8   |
| Stockholm / Essen / Stuttgart 1 | Not MS Events Before 1990 | Not MS Events Before 1990 | 1R   | 2R   | 2R   | A    | 1R   | 1R   | 2R   | 1R   | A    | A    | A    | A    | 0 / 7  | 3–7   |
| Paris                           | Not MS Events Before 1990 | Not MS Events Before 1990 | A    | 1R   | A    | A    | A    | 1R   | 1R   | 3R   | 2R   | A    | A    | A    | 0 / 5  | 3–5   |
| Thắng-Bại                       | N/A                       | N/A                       | 0–2  | 1–4  | 3–3  | 1–1  | 1–3  | 4–5  | 8–6  | 4–6  | 1–4  | 0–3  | 0–0  | 0–0  | 0 / 37 | 23–37 |
| Xếp hạng cuối năm               | 213                       | 131                       | 50   | 77   | 54   | 109  | 90   | 33   | 36   | 26   | 65   | 197  | 187  | 207  |        |       |

1Sự kiện nàu được diễn ra ở Stockholm đến năm 1994, Essen năm 1995, và Stuttgart từ năm 1996 đến năm 2001.

### Thống kê sự nghiệp đôi
| Grand Slams            |                           |                           |          |          |      |          |          |          |      |          |          |          |      |          |          |          |      |     |         |        |
| Úc Mở rộng             | 1R                        | 1R                        | 3R       | SF       | W    | 1R       | QF       | 3R       | 1R   | W        | F        | SF       | SF   | W        | 2R       | QF       | SF   | QF  | 3 / 18  | 53–14  |
| French Open            | 3R                        | A                         | QF       | 3R       | 3R   | SF       | QF       | 1R       | SF   | F        | 3R       | 1R       | W    | QF       | QF       | 2R       | 3R   | 1R  | 1 / 17  | 42–16  |
| Wimbledon              | 1R                        | LQ                        | QF       | QF       | SF   | W        | W        | W        | W    | W        | F        | QF       | W    | 3R       | W        | W        | W    | 2R  | 9 / 17  | 73–8   |
| US Open                | 1R                        | 1R                        | 2R       | SF       | SF   | 3R       | F        | W        | W    | 1R       | 3R       | QF       | 2R   | 3R       | SF       | W        | 3R   | A   | 3 / 17  | 47–14  |
| Thắng-Bại              | 2–4                       | 0–2                       | 9–3      | 13–4     | 16–3 | 12–3     | 16–3     | 14–2     | 16–2 | 17–2     | 14–4     | 9–4      | 17–2 | 13–3     | 14–3     | 15–2     | 14–3 | 4–3 | 16 / 69 | 215–52 |
| Year End Championships |                           |                           |          |          |      |          |          |          |      |          |          |          |      |          |          |          |      |     |         |        |
| Tennis Masters Cup     | A                         | A                         | A        | SF       | W    | F        | F        | SF       | W    | RR       | RR       | SF       | A    | A        | NH       | RR       | SF   | A   | 2 / 11  | 29–16  |
| Summer Olympics        |                           |                           |          |          |      |          |          |          |      |          |          |          |      |          |          |          |      |     |         |        |
| Summer Olympics        | A                         | Not Held                  | Not Held | Not Held | 2R   | Not Held | Not Held | Not Held | W    | Not Held | Not Held | Not Held | F    | Not Held | Not Held | Not Held | 2R   | NH  | 1 / 4   | 10–3   |
| ATP Masters Series     |                           |                           |          |          |      |          |          |          |      |          |          |          |      |          |          |          |      |     |         |        |
| Indian Wells           | Not MS Events Before 1990 | Not MS Events Before 1990 | A        | A        | QF   | A        | QF       | SF       | W    | SF       | 2R       | 2R       | QF   | F        | SF       | SF       | 1R   | 1R  | 1 / 13  | 20–12  |
| Miami                  | Not MS Events Before 1990 | Not MS Events Before 1990 | A        | A        | A    | A        | 3R       | W        | W    | W        | 2R       | 3R       | W    | F        | 2R       | QF       | F    | QF  | 4 / 12  | 34–8   |
| Monte Carlo            | Not MS Events Before 1990 | Not MS Events Before 1990 | A        | A        | A    | A        | A        | A        | A    | A        | F        | A        | A    | W        | W        | 2R       | QF   | A   | 2 / 5   | 14–3   |
| Rome                   | Not MS Events Before 1990 | Not MS Events Before 1990 | A        | 1R       | 1R   | A        | A        | A        | A    | 1R       | 1R       | A        | A    | A        | A        | A        | SF   | SF  | 0 / 6   | 3–6    |
| Hamburg                | Not MS Events Before 1990 | Not MS Events Before 1990 | A        | A        | A    | A        | A        | A        | A    | A        | A        | A        | W    | W        | F        | QF       | SF   | QF  | 2 / 6   | 17–4   |
| Rogers Cup             | Not MS Events Before 1990 | Not MS Events Before 1990 | A        | A        | A    | A        | 1R       | A        | QF   | A        | A        | 1R       | A    | 2R       | A        | F        | A    | A   | 0 / 5   | 5–5    |
| Cincinnati             | Not MS Events Before 1990 | Not MS Events Before 1990 | QF       | 1R       | W    | A        | SF       | W        | QF   | W        | QF       | F        | W    | SF       | A        | QF       | F    | A   | 4 / 13  | 33–9   |
| Madrid (Stuttgart)     | Not MS Events Before 1990 | Not MS Events Before 1990 | 1R       | 1R       | W    | W        | W        | SF       | QF   | W        | QF       | SF       | A    | A        | SF       | QF       | A    | A   | 4 / 12  | 22–8   |
| Paris                  | Not MS Events Before 1990 | Not MS Events Before 1990 | QF       | QF       | 2R   | QF       | SF       | SF       | SF   | 2R       | QF       | QF       | A    | QF       | SF       | SF       | W    | A   | 1 / 14  | 21–13  |
| Thắng-Bại              | N/A                       | N/A                       | 4–3      | 1–4      | 9–3  | 5–1      | 9–5      | 13–3     | 14–4 | 15–3     | 6–7      | 8–6      | 17–1 | 22–5     | 15–5     | 12–8     | 15–6 | 4–4 | 18 / 86 | 169–68 |
| Xếp hạng cuối năm      | 89                        | 181                       | 25       | 7        | 2    | 3        | 5        | 1        | 1    | 1        | 5        | 8        | 2    | 2        | 5        | 5        | 6    | 39  |         |        |